# جردن ماین
جردن ماین (انگلیسی: Jordan Mein؛ زادهٔ ۱۰ اکتبر ۱۹۸۹) ورزشکار هنرهای رزمی ترکیبی اهل کانادا است. وی از سال ۲۰۰۶ میلادی تاکنون مشغول فعالیت بوده‌است.